# Пирес Алвес, Алоизио
Алои́зио Пи́рес А́лвес, Алоизио Пирес Альвеш (порт.-браз. Aloisio Pires Alves; 16 августа 1963, Пелотас) — бразильский футболист, завершивший игровую карьеру, защитник.

## Карьера
Алоизио начал карьеру в клубе «Интернасьонал» в 1982 году. В первый же год выступления в команде, он выиграл чемпионат штата Риу-Гранди-ду-Сул. В два последующих сезона он повторил этот успех, а в 1987 году достиг финала Кубка Униан, части чемпионата Бразилии, где его команде проиграла «Фламенго». В следующем году Алоизио перешёл в «Барселону». Там защитник выступал два сезона и помог клубу выиграть Кубок Кубков УЕФА и Кубок Испании. В 1990 году Алоизио, вытесненный из состава Рональдом Куманом, перешёл в португальский клуб «Порту». Там он выступил на протяжении 11 сезонов, выиграв 7 титулов чемпиона страны, 5 раз Кубок и 7 раз Суперкубок Португалии.
В 2003 году Алоизио вошёл в тренерский штаб Жозе Моуринью, который привёл «Порту» к выигрышу Лиги чемпионов и Суперкубка УЕФА. После ухода Моуринью, Алозио проработал сезон в качестве ассистента Виктора Фернандеса, после чего возглавил вторую команду. Затем он сезон руководил клубом «Вила Меан» и работал помощником в «Браге». Потом он работал спортивным директором клуба «Порту-Алегри» на родине и в португальском клубе «Жил Висенте».

## Международная статистика
| Матчи Алоизио за сборную Бразилии | Матчи Алоизио за сборную Бразилии | Матчи Алоизио за сборную Бразилии | Матчи Алоизио за сборную Бразилии | Матчи Алоизио за сборную Бразилии | Матчи Алоизио за сборную Бразилии | Матчи Алоизио за сборную Бразилии    |
| --------------------------------- | --------------------------------- | --------------------------------- | --------------------------------- | --------------------------------- | --------------------------------- | ------------------------------------ |
| №                                 | Дата                              | Место проведения                  | Оппонент                          | Счёт                              | Голы                              | Турнир                               |
| 1                                 | 7 июля 1988                       | Мельбурн                          | Австралия                         | 1:0                               | —                                 | Золотой кубок двухсотлетия Австралии |
| 2                                 | 10 июля 1988                      | Мельбурн                          | Аргентина                         | 0:0                               | —                                 | Золотой кубок двухсотлетия Австралии |
| 3                                 | 13 июля 1988                      | Мельбурн                          | Саудовская Аравия                 | 4:1                               | —                                 | Золотой кубок двухсотлетия Австралии |
| 4                                 | 17 июля 1988                      | Мельбурн                          | Австралия                         | 2:0                               | —                                 | Золотой кубок двухсотлетия Австралии |
| 5                                 | 28 июля 1988                      | Осло                              | Норвегия                          | 1:1                               | —                                 | Товарищеский матч                    |
| 6                                 | 31 июля 1988                      | Сольна                            | Швеция                            | 1:1                               | —                                 | Товарищеский матч                    |
| 7                                 | 3 августа 1988                    | Вена                              | Австрия                           | 2:0                               | —                                 | Товарищеский матч                    |

## Достижения
- Чемпион штата Риу-Гранди-ду-Сул (3): 1982, 1983, 1984
- Обладатель Кубка Кубков УЕФА: 1988/1989
- Обладатель Кубка Испании: 1989/1990
- Чемпион Португалии (7): 1991/1992, 1992/1993, 1994/1995, 1995/1996, 1996/1997, 1997/1998, 1998/1999
- Обладатель Кубка Португалии (5): 1990/1991, 1993/1994, 1997/1998, 1999/2000, 2000/2001
- Обладатель Суперкубка Португалии (7): 1990, 1991, 1993, 1994, 1996, 1998, 1999